# جيمس أدي
جيمس أدي (بالإنجليزية: James Addy) هو عداء سريع غاني، ولد في 9 ديسمبر 1939 في أكرا في غانا، وتوفي بنفس المكان في 26 أبريل 2009.

## وصلات خارجية
- جيمس أدي على موقع الاتحاد الدولي لألعاب القوى (الإنجليزية)
- جيمس أدي على موقع أوليمبيديا (الإنجليزية)
- جيمس أدي على موقع اتحاد ألعاب الكومنولث (مؤرشف) (الإنجليزية)